# Andreaskyrkan, Luleå
Andreaskyrkan är en kyrkobyggnad som tillhör Luleå Baptistförsamling. Kyrkan ligger centralt i stadsdelen Björkskatan i Luleå.